# Richard Johansson (konståkare)
Richard Johansson, född 18 juni 1882 i Gävle, död 25 juli 1952 i Gävle, var en svensk konståkare. Han blev olympisk silvermedaljör i London 1908.
Richard Johanssons barnbarnsbarn Maja Wessling (född 1997), var aktiv ishockeyspelare i Brynäs IF damseniorer, och representerade Sveriges juniorlandslag i ishockey vid två världsmästerskap (Budapest 2014 och Buffalo 2015).